# Râmnicu Sărat
Râmnicu Sărat es una ciudad con estatus de municipiu de Rumania en el distrito de Buzău.

## Historia
Ramnicu Sarat, más conocida como “la prisión del silencio”, fue una de las oscuras cárceles rumanas por la que pasaron entre 1945 y 1964 —durante el régimen estalinista de Gheorghe Gheorghiu-Dej, los llamados años negros— decenas de detenidos de la élite política e intelectual de Rumania. Allí, muchos fueron torturados y sometidos a régimen de aislamiento; tanto que algunos de quienes sobrevivieron habían olvidado vocalizar.

## Geografía
Se encuentra a una altitud de 122 m s. n. m. a 147 km de la capital, Bucarest.

## Demografía
Según estimación 2012 contaba con una población de 42 705 habitantes.
| 1948   | 1956   | 1966   | 1977   | 1992   | 2002 | 2012   |
| 19 267 | 19 095 | 22 336 | 28 689 | 41 405 |      | 42 705 |